# Уильямс, Робби (снукерист)
Робби Уильямс (англ. Robbie Williams; род. 1986) — английский профессиональный игрок в снукер.

## Биография и карьера
Родился 28 декабря 1986 года в городе Wallasey, графство Мерсисайд, Англия. Обучался снукеру в школе Q School.
Представлял Англию в ряде любительских соревнованиях, включая World Under 21 Championships в Индии. Пять раз выигрывал соревнования Merseyside Open. В 2010 году он выиграл Paul Hunter English Open. В марте 2012 года был участником сборной Англии, которая победила на European Team Championships.
Профессионалом Робби Уильямс стал в 2012 году, дебютировав в квалификации 2012 Wuxi Classic, где проиграл со счётом 2:5 Тепчайя Ун-Нуху. Сезон закончил проигрышем 7:10 Ли Яню в первом раунде квалификации чемпионата мира, достигнув в рейтинге номер 79.